# Шлихтинг, Альберт
А́льберт Шли́хтинг (нем. Albert Schlichting; ум. не позднее 1585) — немецкий дворянин, уроженец Померании, автор сочинения о России времён Ивана Грозного.

## Биография
По всей видимости, Шлихтинг получил неплохое для своего времени образование, поскольку владел латынью и свободно цитировал античных классиков, в частности, Вергилия, Ювенала и Теренция.
В первой половине 1560-х годов он был наёмником на службе у великого князя Литовского. При взятии 6 ноября 1564 года московскими войсками литовской крепости Езерище попал в плен и был увезён в Москву, где бедствовал вплоть до того, как в мае 1568 года там появился бельгиец Арнольд Лензей, которого рекомендовала Ивану IV в качестве личного врача английская королева Елизавета Тюдор. Как владевший славянским, скорее всего, старобелорусским языком, Шлихтинг обратил на себя внимание не знавшего русского языка Лензея, став его переводчиком. Постоянно посещая опричный двор в Москве и, возможно, Александрову слободу, царский лейб-медик, которого историк науки Р. А. Симонов считал итальянцем по имени Арнольфо, заводил там широкие знакомства, снабжая своего слугу важной информацией из «первых рук».
Проведя на службе в Москве около двух, по другим данным, четырёх или шести лет, осенью 1570 года Шлихтинг перебрался в Речь Посполитую с согласия своего господина, который позже погиб в Московском пожаре 24 мая 1571 года. 
В 1572 году он пожалован был за свои заслуги королём Сигизмундом II Августом деревней Приалгово (совр. Вешвенайское староство Тельшяйского уезда в Литве). Время и место смерти его, как и захоронения, точно не установлено.

## Сочинения
Примерно в феврале 1571 года Шлихтинг написал в Великом княжестве Литовском краткую на латинскую реляцию «Новости из Московии, сообщённые дворянином Альбертом Шлихтингом о жизни и тирании государя Ивана» (лат. Nova ex Moscovia per nobilem Albertum Schlichtino; allata de Principis Iwani vita et tyrannide), переработанную позже по заданию литовских властей в более развёрнутое «Краткое сказание о нраве и жестоком правлении тирана Московии Васильевича» (лат. De moribus et imperandi crudelitate Basilii Moschoviae tyranni brevis enarratio), носившее уже характер политического памфлета. Невзирая на свою тенденциозность, оно содержит немало ценных сведений о Московском царстве середины XVI века, особенно подробно описываются Полоцкий поход 1562—1563 годов, Новгородский погром 1569—1570 годов и московские казни 25 июля 1570 года. Сопоставление приводимых в нём данных с другими источниками, такими как записки Генриха Штадена, Иоганна Таубе и Элерта Крузе, а главное, царским синодиком опальных (1583), подтверждает исключительную осведомлённость автора относительно опричнины и проводившегося в ходе неё террора.
Сочинение Шлихтинга обратило на себя внимание современников, и уже в сентябре 1571 года было представлено задержанному польским королём в Варшаве нунцию Винченцо даль Портико, которого папа Пий V направил в Москву с целью склонить русского царя к антитурецкой лиге. Получив через своего посланца экземпляр сочинения Шлихтинга, Пий V, по словам его биографа Джироламо Катены, тут же отменил свои намерения в отношении русского царя, якобы воскликнув: «Ознакомившись с тем, что вы сообщаете о Московите, мы предписываем вам оставить приготовления к поездке в Московию, даже если польский король ее одобрит и будет ей содействовать, ибо мы не желаем иметь дела с таким ужасным и столь варварским народом». 
Спустя несколько лет его сообщение послужило основным источником для V книги «Описания Московии» Алессандро Гваньини (1578), который внёс в него ряд исправлений и дополнений. Использование его автором «Жизни Ивана Васильевича, великого князя Московии» (1585) Паулем Одерборном является предметом давней научной дискуссии.
Оригинальная рукопись сочинения Шлихтинга не сохранилась; на сегодняшний день известно девять более поздних списков XVI—XVII веков, включая принадлежавший вышеназванному Портико, сохранившийся среди его бумаг в Ватиканском апостольском архиве. По фотографическим снимкам последнего, полученным из Рима при содействии историка Б. Д. Грекова, Историко-археографический институт АН СССР выпустил в 1934 году в Ленинграде первое русское издание записки Шлихтинга, подготовленное филологом А. И. Малеиным.

## Издания
- Шлихтинг Альберт. Новое известие о России времени Ивана Грозного. «Сказание» Альберта Шлихтинга / Пер. и пред. А. И. Малеина. — 4-е изд., испр. и доп. — Л.: Изд-во АН СССР, 1935. — 97 с.
- Шлихтинг Альберт. Новое известие о России времени Ивана Грозного / Пер. А. И. Малеина // В кн.: Гейденштейн Р. Записки о Московской войне (1578—1582). Шлихтинг А. Новое известие о России времени Ивана Грозного. Штаден Г. О Москве Ивана Грозного. — Рязань: Александрия, 2005. — С. 315—378. — (Источники истории). — ISBN 5-94460-012-8.